# Natalia Valeeva

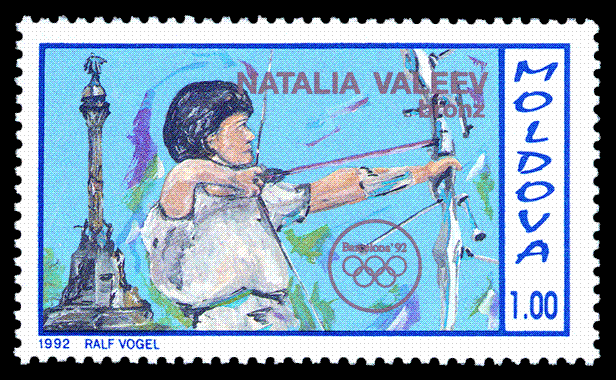
Natalia Valeeva

Natalia Valeeva (Tirnauca, Tiraspol, 15 november 1969) is een Italiaans boogschutter.
Valeeva werd geboren in Moldavië, maar werd genaturaliseerd tot Italiaanse. Ze begon in 1981 met boogschieten en schiet met een recurveboog. In 1989 werd ze lid van het Russisch nationaal team, vanaf 1992 speelde ze voor Moldavië en sinds 1997 voor Italië. Ze deed mee aan diverse nationale en internationale wedstrijden, waaronder zesmaal de Olympische Spelen. Ze werd vier keer individueel wereldkampioen indoor. Valeeva staat (mei 2008) nummer 1 op de FITA-wereldranglijst. In 2008 deed ze in Peking voor de vijfde keer mee aan de Olympische Spelen, waar ze in het individuele toernooi 30e werd. In 2012 deed ze wederom mee aan de Olympische Zomerspelen. In Londen kwam ze samen met Pia Carmen Lionetti en Jessica Tomasi uit in de teamwedstrijd. Het drietal werd in de eerste ronde uitgeschakeld. 

## Resultaten
1991
 WK indoor (individueel)
1992
 Olympische Spelen (individueel)
1995
 WK indoor (individueel)
 WK outdoor (individueel)
1999
 WK indoor (individueel)
 WK outdoor (team)
2000
7e Olympische Spelen (individueel)
7e Olympische Spelen (team)
2001
 WK indoor (individueel)
2003
6e WK outdoor
2004
4e EK outdoor
 EK indoor (individueel)
2007
 World Cup, stage 3 (team)
 WK outdoor
2008
 World Cup, stage 1 (individueel)
 World Cup, stage 1 (team)